# Gypona punctipennis
Gypona punctipennis är en insektsart som beskrevs av Maximilian Spinola 1852. Gypona punctipennis ingår i släktet Gypona och familjen dvärgstritar. Inga underarter finns listade i Catalogue of Life.